# Christmas in Vienna VI
Christmas in Vienna VI (también conocida como Christmastime in Vienna) es el primer álbum en vivo en una serie de conciertos de Navidad grabados en Viena con el tenor español Plácido Domingo. La grabación del concierto proviene del séptimo concierto Christmas in Vienna celebrados por Domingo desde 1992, y la sexta grabación de conciertos lanzado por Sony Classical. (El sello Erato lanzó el cuarto concierto Christmas in Vienna de 1995 que Domingo celebró con José Carreras y Natalie Cole). Grabado en diciembre de 1998, incluye también la participación de la cantante francesa Patricia Kaas y el cantante mexicano, Alejandro Fernández con la Orquesta Sinfónica de Viena dirigida por Steven Mercurio. El álbum fue lanzado en septiembre de 1999.

## Lista de canciones
1. Announcing Christmas (Christian Kolonovits) - 2:48
2. Y nos vamos pa' Belén (José M. Cano) - 3:02
3. Leise rieselt der Schnee (Eduard Ebel) - 3:00
4. Canción de cuna (para Jesús) (Samantha Domingo, Plácido Domingo Jr.) Orquestación por Juan J. Colomer- 3:04
5. Merry Christmas, Baby (Steven Krikorian, John Keller) - 4:11
6. El niño del tambor (Katherine K. Davis) - 4:26
7. It Came Upon the Midnight Clear (Richard Willis, Edmund Sears) - 2:34
8. Here Is Christmas (Nancy Wilson, Ann Wilson, Richie Zito) - 4:26
9. Amours Eternels (Midnight in Moscow) (Vassilji Solovjev-Sedoj, Philippe Bergman) - 4:23
10. Blanca Navidad (Irving Berlin) - 3:22
11. Por el Valle de Rosas (Miguel Bernal Jiménez) - 2:48
12. Medley: Ihr Kinderlein kommet (Christoph Von Schmidt, Johann Abraham Peter Schulz) - 1:53
13. Have Yourself a Merry Little Christmas (Hugh Martin, Ralph Blane) - 2:48
14. Jeg er saa glad hver Julekveld (Tradicional) - 1:10
15. Buenos reyes (Tradicional) - 2:15
16. Christmas Must Be Tonight (Robbie Robertson) - 2:38
17. Hay que sembrar en Navidad (Manuel Alejandro) - 4:18
18. Il est né le divin enfant (Tradicional) - 1:15
19. Mary's Boy Child (Jester Hairston) - 2:40
20. Ding, Dong Merrily on High (George Ratcliffe Woodward) - 2:13
21. Encore: Silent Night (Franz Gruber) - 5:01

## Lista de posiciones

### Álbum
| Año  | Chart                                    | Posición | Semanas en la lista |
| ---- | ---------------------------------------- | -------- | ------------------- |
| 1999 | Billboard The Billboard Classical 50     | 19       | 7                   |
| 1999 | Billboard Top Classical Crossover Albums | 10       | 7                   |

### Sencillos
| Año  | Chart                       | Caanciñon      | Posición | Semanas en la lista |
| ---- | --------------------------- | -------------- | -------- | ------------------- |
| 2000 | Billboard Latin Pop Airplay | Blanca Navidad | 34       | 1                   |